# Stellaria emirnensis
Stellaria emirnensis är en nejlikväxtart som beskrevs av Paul Auguste Danguy. Stellaria emirnensis ingår i släktet stjärnblommor, och familjen nejlikväxter. Inga underarter finns listade i Catalogue of Life.